# Боровнице (окръг Бенешов)
Вижте пояснителната страница за други значения на Боровнице.
Боровнице (на чешки: Borovnice) е село и община в Чехия, Средночешки край, окръг Бенешов. Според Чешката статистическа служба през 2015 г. общината има 75 жители.